# ひなもん
ひなもんは、山口県山口市阿知須地区（旧・阿知須町）にて製作される吊るし飾りのひとつ。
日本の三大つるし飾り風習には福岡県柳川市"のさげもん"、静岡県東伊豆町稲取の"雛のつるし飾り"、山形県酒田市の"傘福"（笠福）がある。このうち"さげもん"を手本として製作され始めた。
歴史は2002年よりと浅い。「阿知須町商工会プチ工房」の主催者である藤本慶子と緒方勝子が、福岡観光の際に柳川さげもんを見て「阿知須町の町並みにも非常に似合う」と感じ、同年より当地にさげもん教室をスタートしたがまもなく固有名詞として“ひなもん”と呼び名が改められた。
両名の呼びかけにより製作者が集まりいくつかのグループで製作されるようになり規模が拡大し、2005年には阿知須町商工会の支援のもと“第一回ひなもんまつり”がはじまり町おこしに貢献をはじめている。
さげもんに比較して簡易型であり、柳川まりの様な手巻の毬は使用されず木目込み毬、七宝毬で代用される。また通年の飾り物として製作されるため、季節に応じたオリジナルのつるし飾りが多い。